# Alte Kirche (Wollersheim)

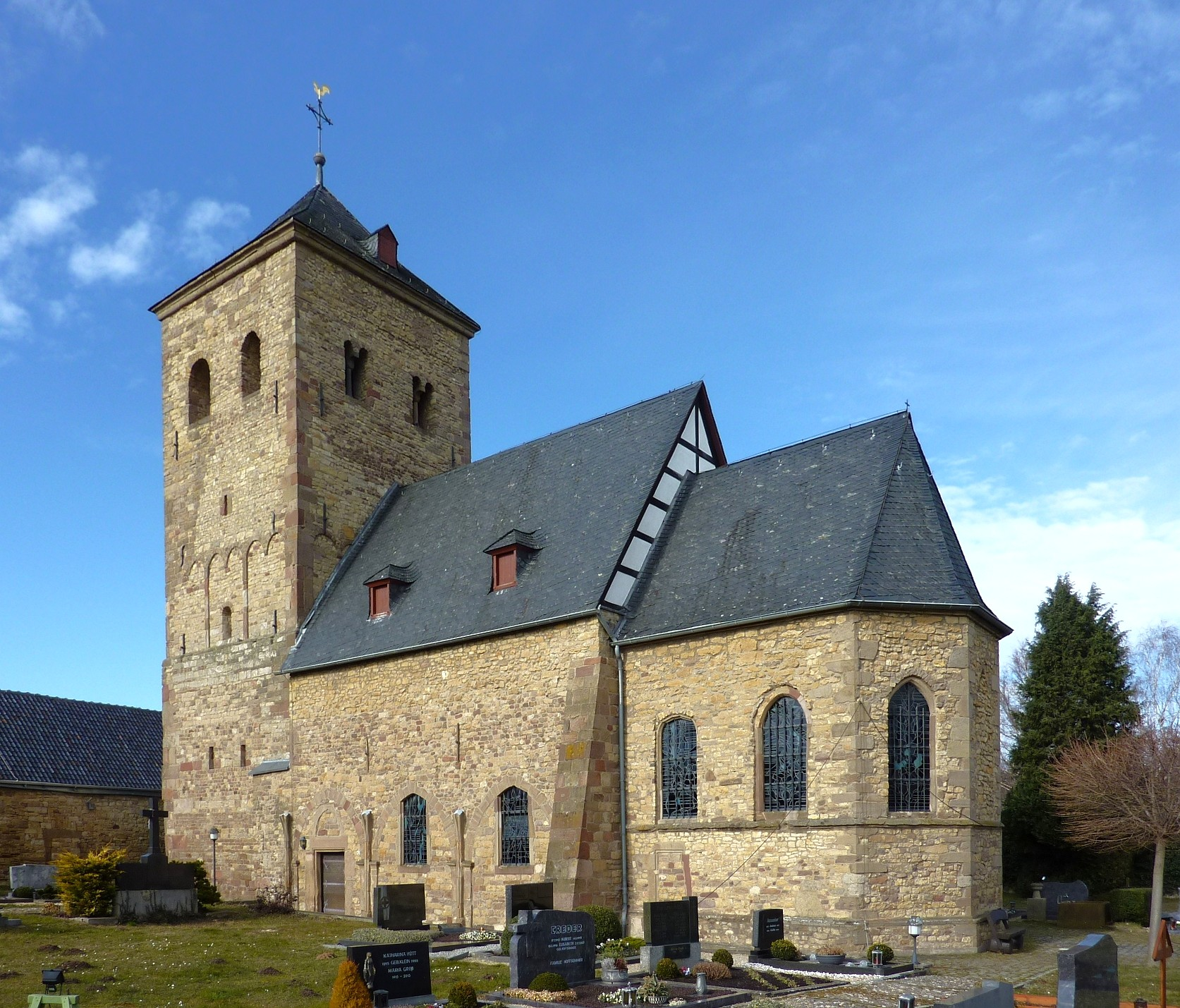
Alte Kirche, Ansicht von Südosten

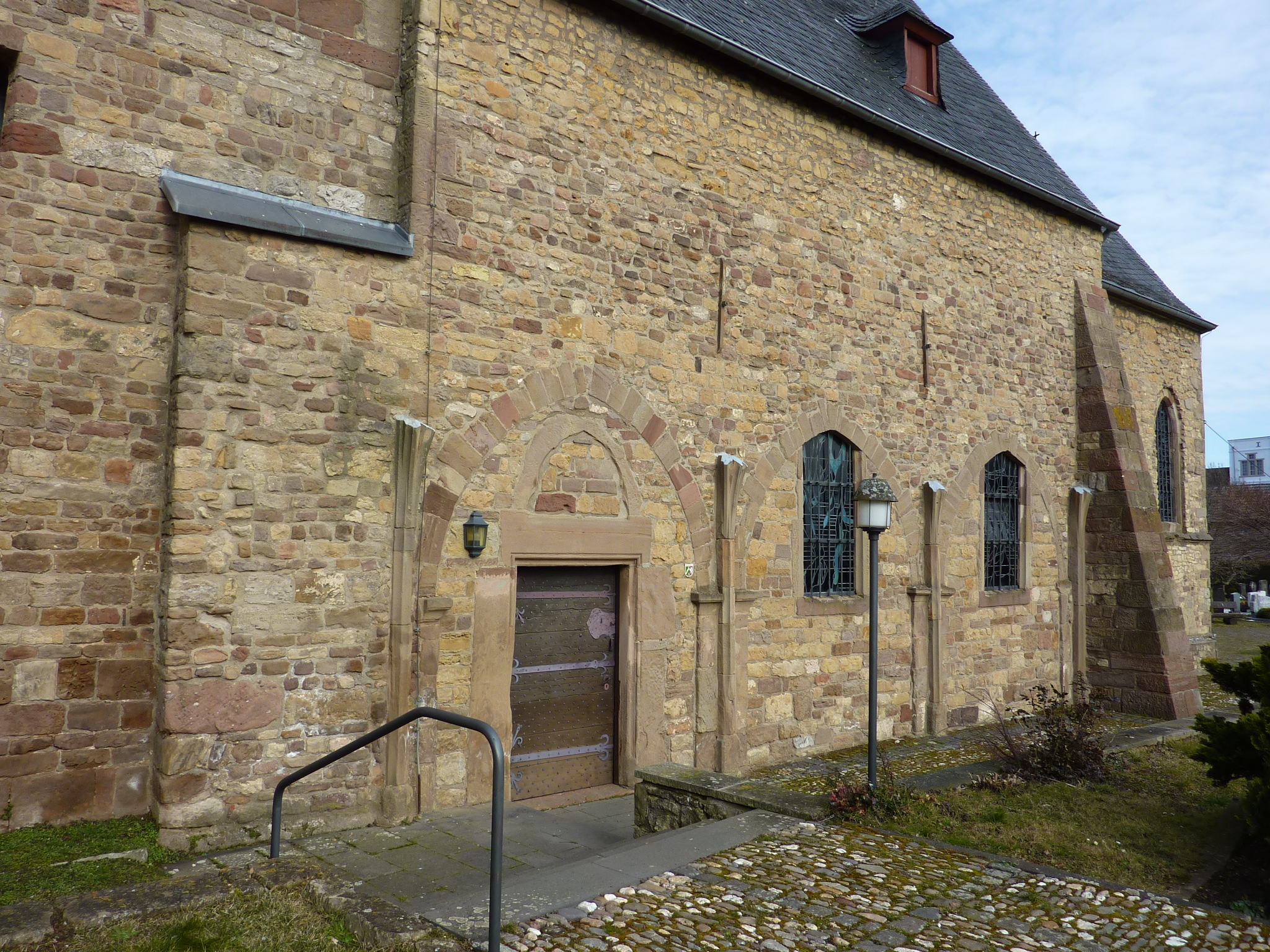
Vermauerte Langhausarkaden und Gewölbeansätze

Die Alte Kirche ist ein denkmalgeschütztes Gebäude in Nideggen-Wollersheim im Kreis Düren (Nordrhein-Westfalen).

## Geschichte und Beschreibung
Laut Legende gelangte das Stift um 700 als Schenkung der heiligen Plektrudis an das Kölner Stift St. Maria im Kapitol, das jedenfalls 1184 einen Hof bei der Kirche besaß, dem sie inkorporiert war. Seit 1977 dient der Bau als Friedhofskapelle.
Die zweischiffige spätgotische Halle besitzt einen Chor aus einem Joch mit 5/8-Schluss, eine nördlich angebaute Sakristei und einen fünfgeschossigen romanischen Westturm. Nach Errichtung der neuen Pfarrkirche in Wollersheim zu Beginn des 20. Jahrhunderts verfiel die unbenutzte alte Kirche. Im Rahmen einer umfassenden Restaurierung 1970–1977 fand eine statische Sicherung statt, der östliche Fachwerkgiebel wurde freigelegt und Bleiglasfenster von Herb Schiffer eingebaut.
Von einem einschiffigen frühromanischen Bau ist der wohl noch dem späten 11. Jahrhundert angehörende vorgesetzte Turm erhalten, dessen Bruchsteinmauerwerk mit römischen Ziegelresten durchsetzt ist. Außen ist er ungegliedert bis auf eine flache Blendgliederung im dritten Geschoss und je zwei Schallfenster im Glockengeschoss, die im Westen und Osten als Zwillingsarkaden ausgebildet sind. Innen ist das Erdgeschoss flachgedeckt und zum Schiff in zwei Rundbögen geöffnet. Im Obergeschoss befindet sich eine Kapelle mit Sitzbank vor der Apsisnische. Der kreuzrippengewölbte Chor und die Sakristei an dessen Nordseite, stammen von einem dreischiffigen Bau des 15. Jahrhunderts. Im Chor befinden sich Reste einer 1517 datierten Rankenausmalung und ein ausgemauerter Altartisch mit Kantensäulen, der noch dem 11./12. Jahrhundert angehört. Vom Langhaus ist nach Abbruch der Seitenschiffe (18. Jahrhundert und 1913) nur das um 1500 zur zweischiffigen Halle ausgebaute Mittelschiff erhalten, in seiner Südwand ist das spätgotische Sandsteinportal des ehemaligen Seitenschiffs eingebaut. Innen befindet sich ein Kreuzrippengewölbe auf achteckigen Mittelpfeilern ohne Kapitelle, die Rippen sind an der Turmwand auf Konsole, über dem Scheitel des Triumphbogens auf wappentragender Halbfigur abgesetzt.

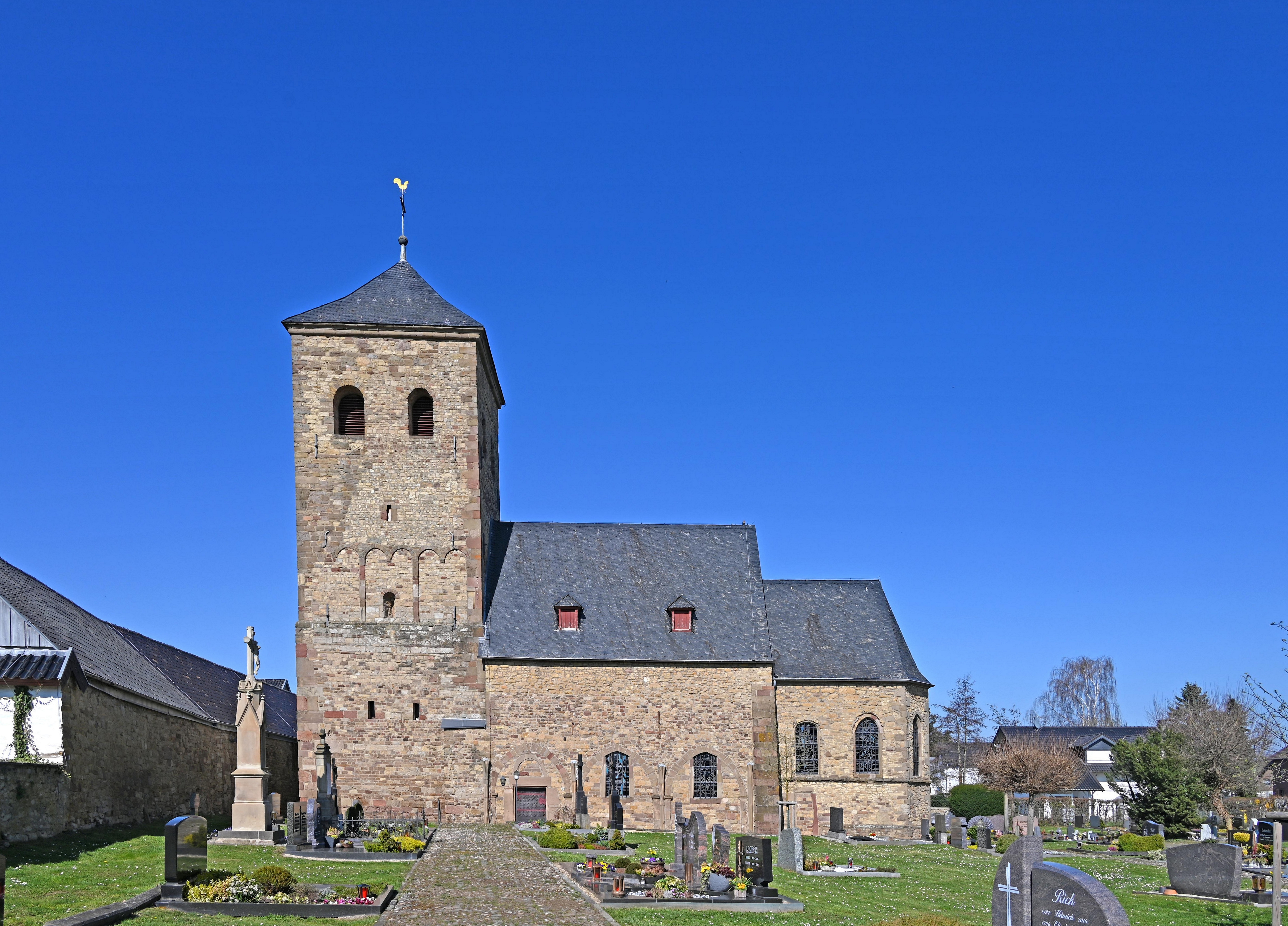
Alte Kirche, Südseite mit Friedhof
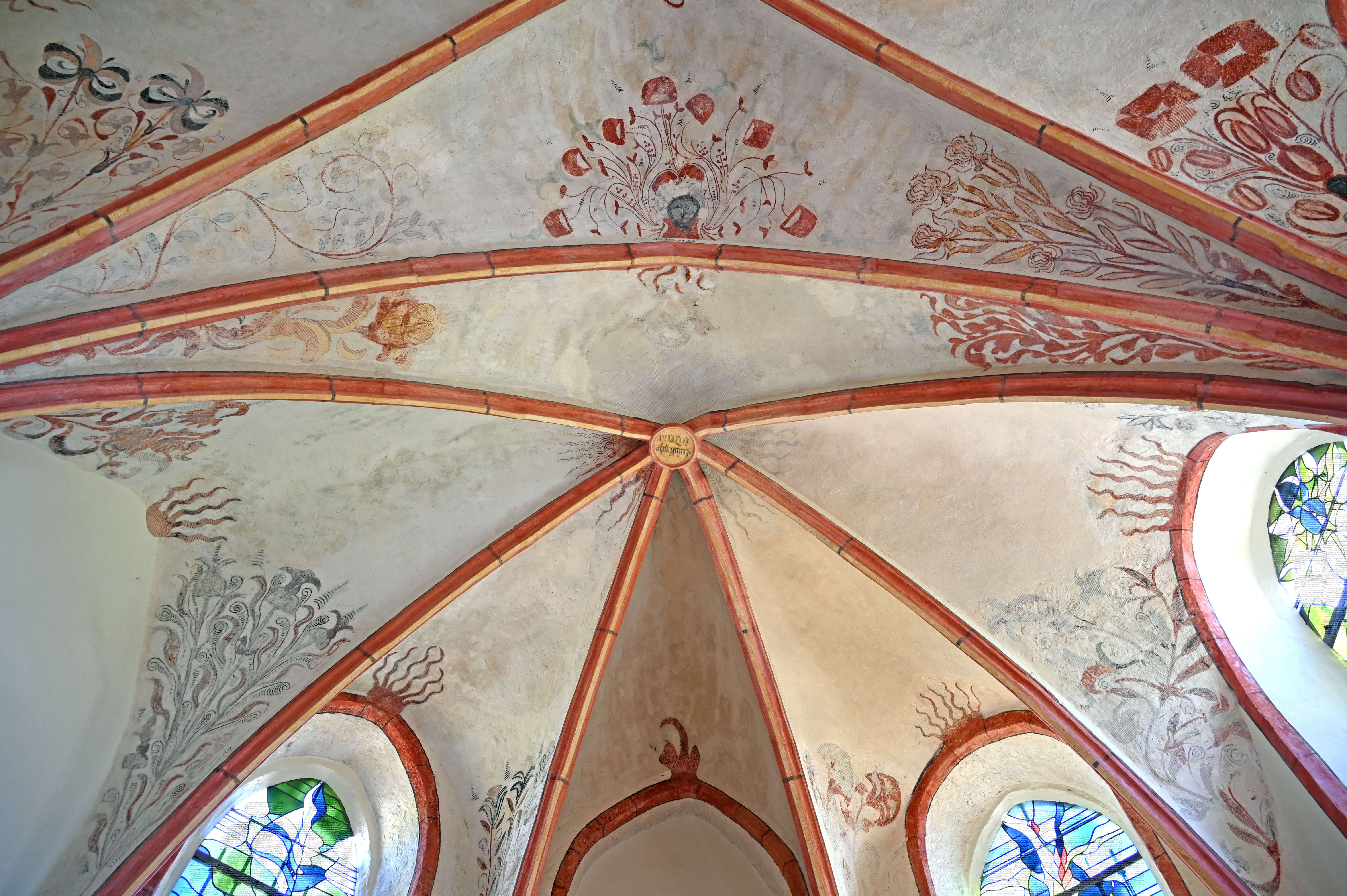
Chorfresken
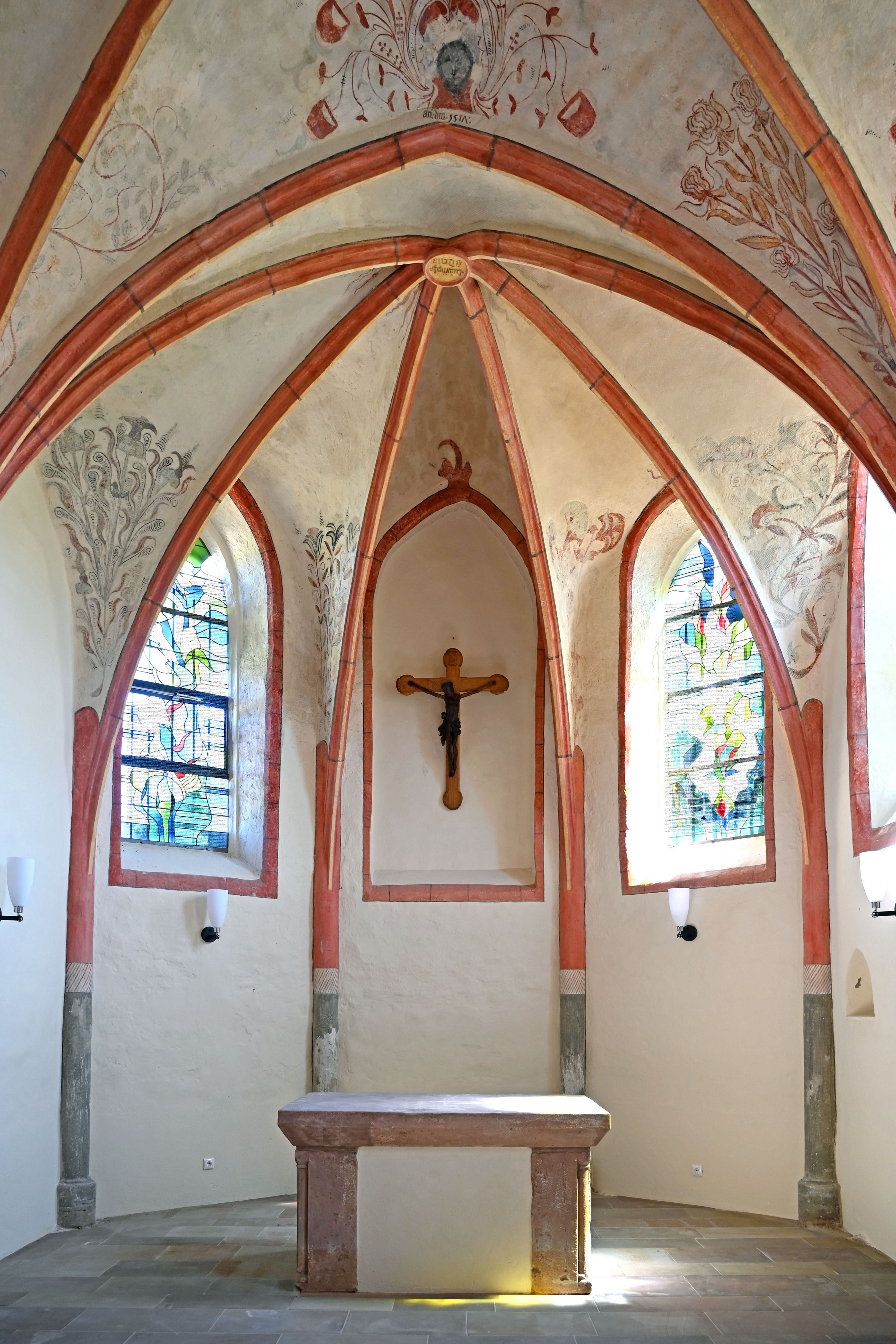
Chor mit Rankenmalerei
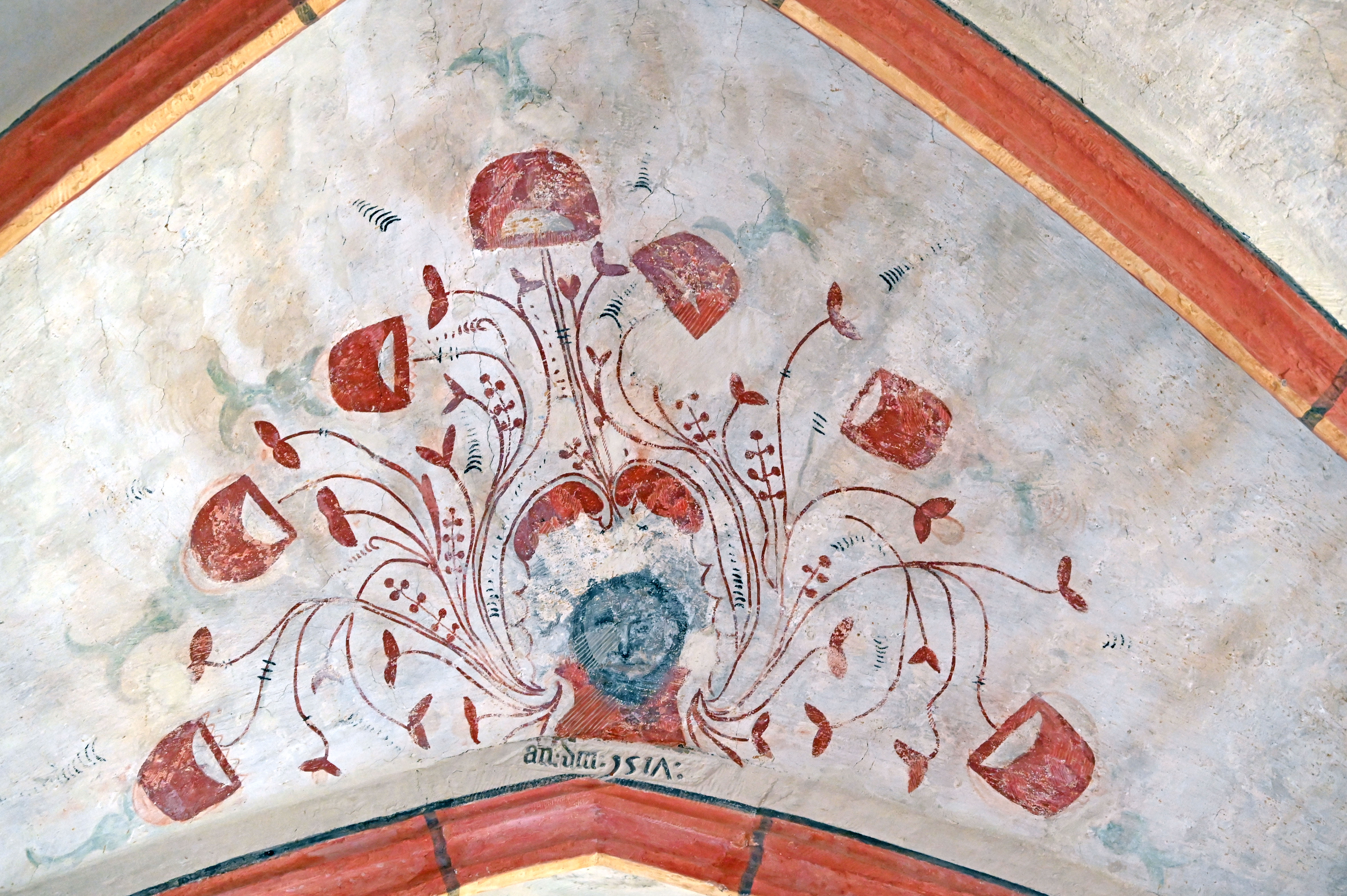
Fresko (1517)
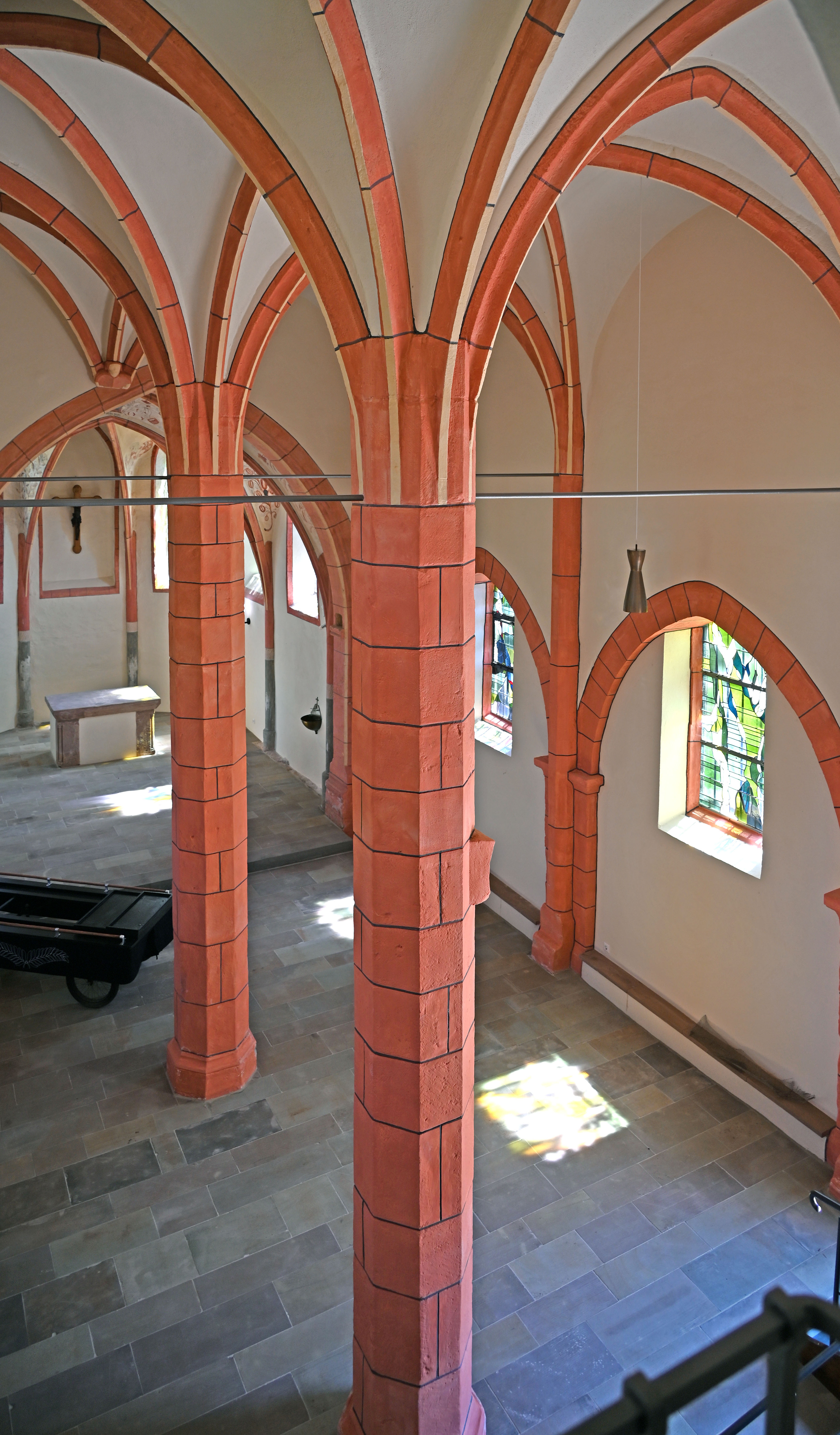
Gotisches Langhaus
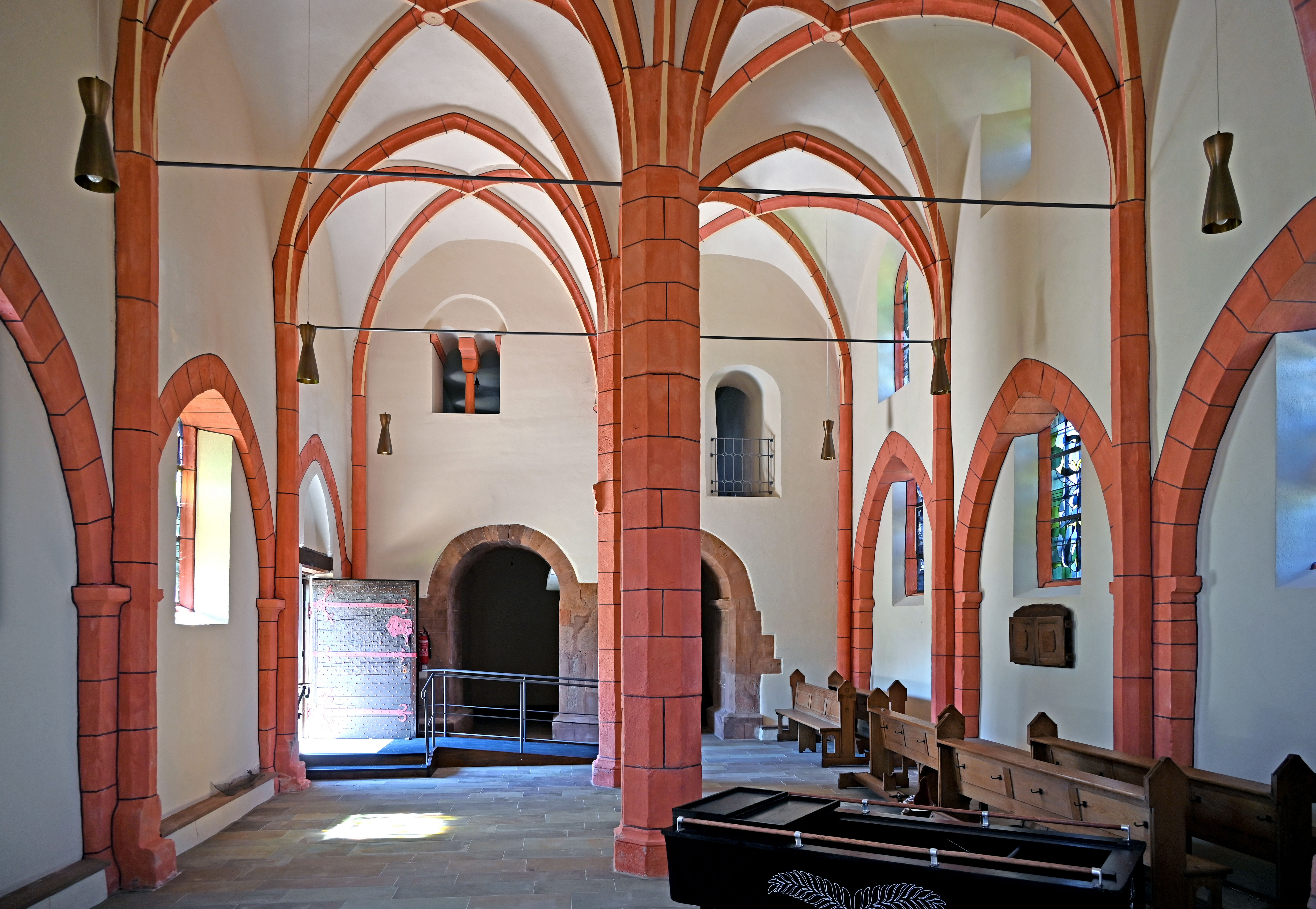
Zweischiffige gotische Halle
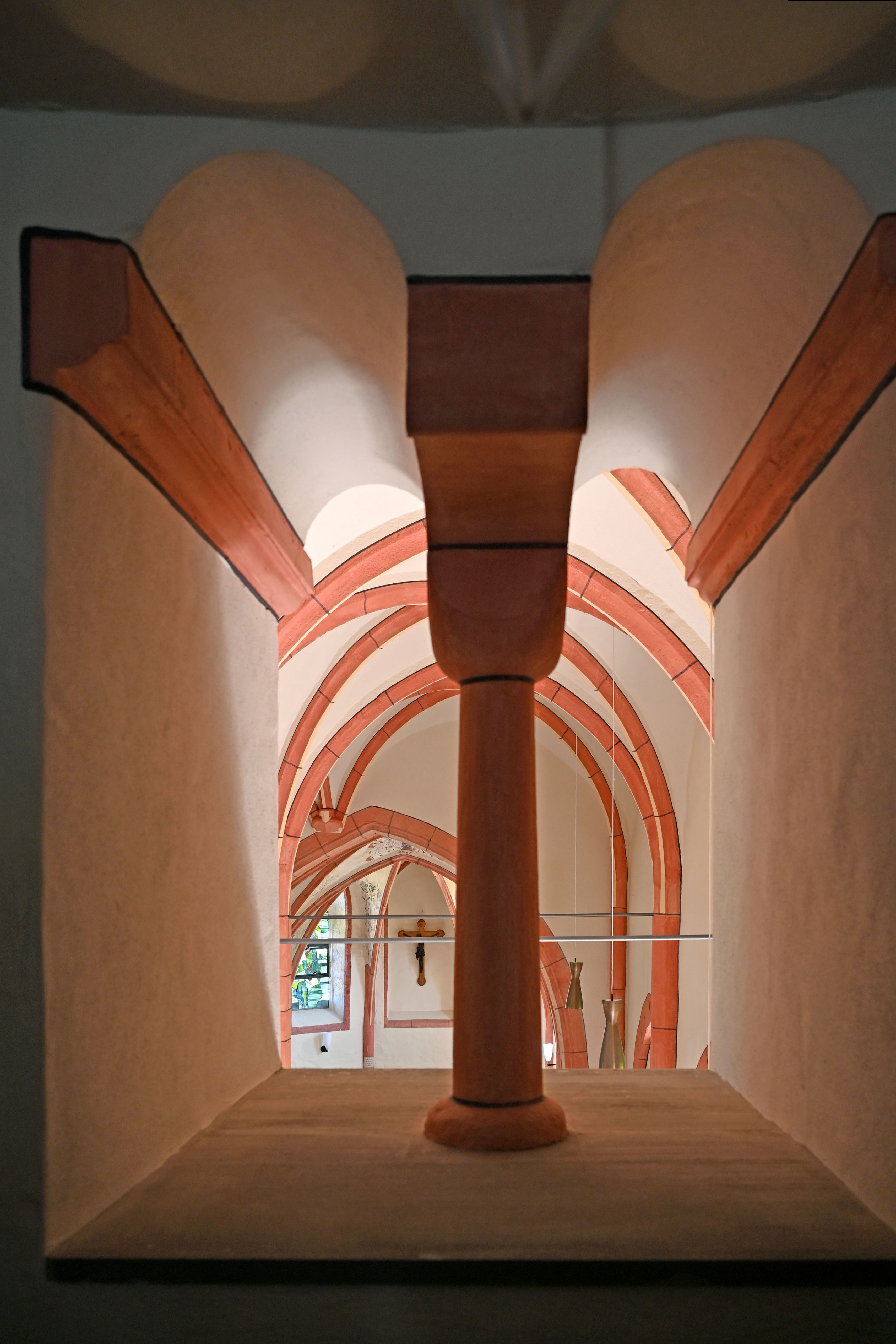
Kapellenfenster
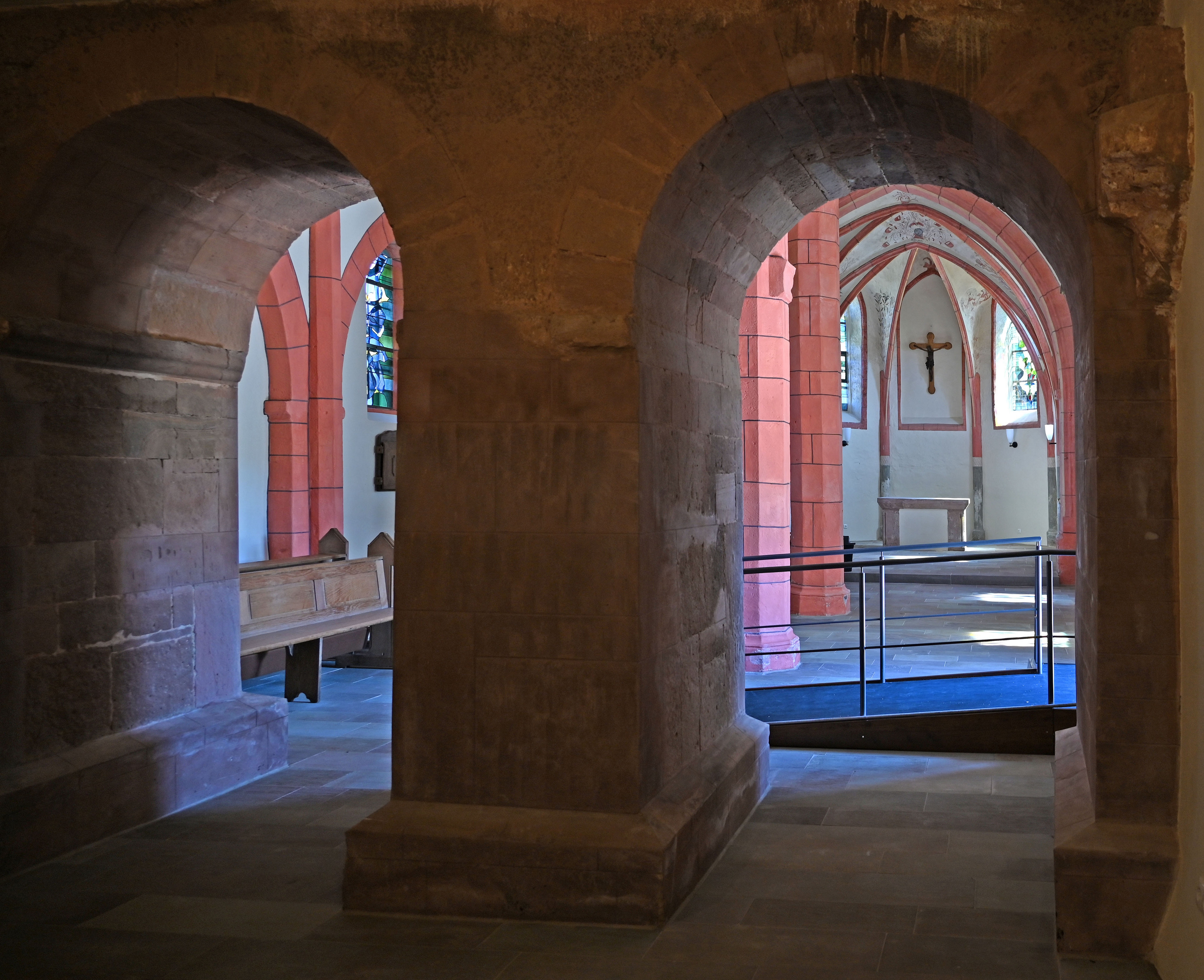
Roman. Turmuntergeschoss